# Dewaraja II
Dewaraja II (zm. 1446) – władca królestwa Widźajanagaru z dynastii Sangama w okresie od 1357 do 1446 roku. Dzięki wzmocnieniu armii arabskimi najemnikami dokonał wielu podbojów w tym uzyskał kontrolę nad wybrzeżem malabarskim. Był również mecenasem literatury i sztuki. 